# Капиллярность

Капиллярный эффект воды и ртути

Капилля́рность (от лат. capillaris — «напоминающий волосы»), капиллярный подъём — процесс, при котором жидкость течёт в узком пространстве без помощи или даже против какой-либо внешней силы, такой как гравитация. В поле силы тяжести (или сил инерции, например, при центрифугировании пористых образцов) поднятие жидкости происходит в случаях смачивания каналов жидкостями, например воды в стеклянных трубках, песке, грунте и т. п. Понижение жидкости происходит в трубках и каналах, не смачиваемых жидкостью, например ртуть в стеклянной трубке.
Капиллярный эффект происходит из-за межмолекулярного взаимодействия между жидкостью и поверхностью твёрдого тела. Если диаметр сосуда достаточно мал, сочетание поверхностного натяжения (которое вызвано когезией между молекулами жидкости) и адгезии между жидкостью и стенками сосуда вызывает подъём жидкости.

## Принцип действия
Капиллярное проникновение жидкости в пористые среды разделяет свой динамический механизм с потоком жидкости в полых трубках, так как обоим процессам противостоит вязкость. Поэтому обычно для демонстрации этого явления используется тонкая капиллярная трубка. Когда нижний конец трубки опускается в жидкость, например в воду, жидкость внутри трубки образует вогнутый мениск. Адгезия между жидкостью и стенками трубки тянет жидкость вверх до тех пор, пока не будет достаточно массы жидкости для того, чтобы сила тяжести начала преодолевать эти межмолекулярные взаимодействия. Длина контакта (по краю) между верхней частью столба жидкости и трубкой пропорциональна радиусу трубки. Вес столба, в свою очередь, пропорционален квадрату радиуса трубки. Таким образом, в узкой трубке жидкость поднимется выше, чем в широкой.

## История исследования
Первое зафиксированное описание капиллярности принадлежит Леонардо да Винчи.
В 1660 году Роберт Бойль описал случай, как «какие-то любопытные французы» обнаружили, что, если тонкую трубку опустить в воду, вода поднимется на некоторую высоту внутри трубки. Затем Бойль описал эксперимент, в котором он опустил трубку в бокал вина и погрузил всю систему в частичный вакуум. Он обнаружил, что вакуум не имел никакого видимого влияния на высоту жидкости в трубке, и сделал вывод, что жидкость поднимается вовсе не из-за влияния атмосферного давления (как, например, в ртутных барометрах).
Исследования капиллярности продолжались вплоть до 18 века, но в основном безуспешно. Однако уже в 1805 году Томас Юнг и Пьер-Симон Лаплас первыми успешно описали капиллярность. Вместе они вывели уравнение Юнга — Лапласа (также известное как Закон Лапласа). К 1830 году немецкий математик Карл Фридрих Гаусс определил граничные условия, управляющие капиллярным действием (т. е. условия на границе раздела жидкость — твёрдое тело). В 1871 году британский физик Уильям Томсон определил влияние мениска на давление насыщенного пара жидкости — отношение, которое известно как Уравнение Кельвина. Впоследствии германский физик Франц Эрнст Нейман определил взаимодействие двух несмешивающихся жидкостей.
Первая научная работа Альберта Эйнштейна, опубликованная в журнале Annalen der Physik в 1900 году, была о капиллярности.

## Высота мениска

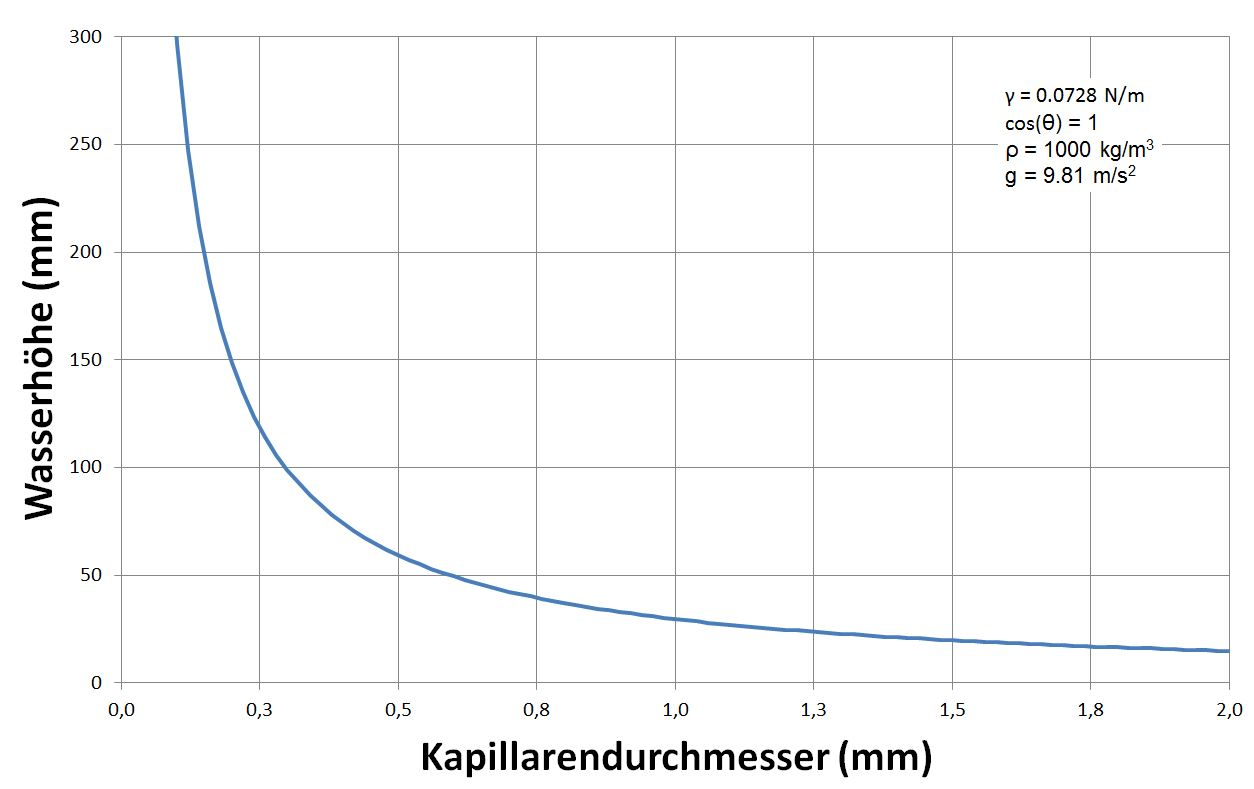
График зависимости высоты воды в капилляре от диаметра капилляра

Высота столба жидкости в капилляре определяется формулой Жюрена
{\displaystyle h={{2\sigma \cos {\theta }} \over {\rho gr}},}
где:
- {\displaystyle \sigma } — коэффициент поверхностного натяжения жидкости,
- {\displaystyle h} — высота поднятия столба жидкости,
- {\displaystyle \theta } — угол смачивания жидкостью стенки капилляра,
- {\displaystyle g} — ускорение свободного падения,
- {\displaystyle \rho } — плотность жидкости,
- {\displaystyle r} — радиус капилляра

Так как высота обратно пропорциональна радиусу капилляра, в более узких сосудах жидкость может подняться выше. По тому же принципу, менее плотная жидкость или более слабая сила тяжести также увеличивают высоту жидкости.
Например, вода при стандартных условиях, {\displaystyle \sigma } = 0.0728 Н/м, {\displaystyle \rho } = 1000 кг/м3 и {\displaystyle g} = 9.81 м/с2 имеет высоту
{\displaystyle h\approx {{1.48\times 10^{-5}\ {\mbox{m}}^{2}} \over r}.}
Соответственно, при радиусе стеклянного сосуда в 2 метра вода поднимется на незначительные 0,007 мм. Однако при радиусе в 2 см вода поднимется уже на 0,7 мм и при радиусе в 0,2 мм — на 70 мм.

## Проникновение жидкости в пористые среды

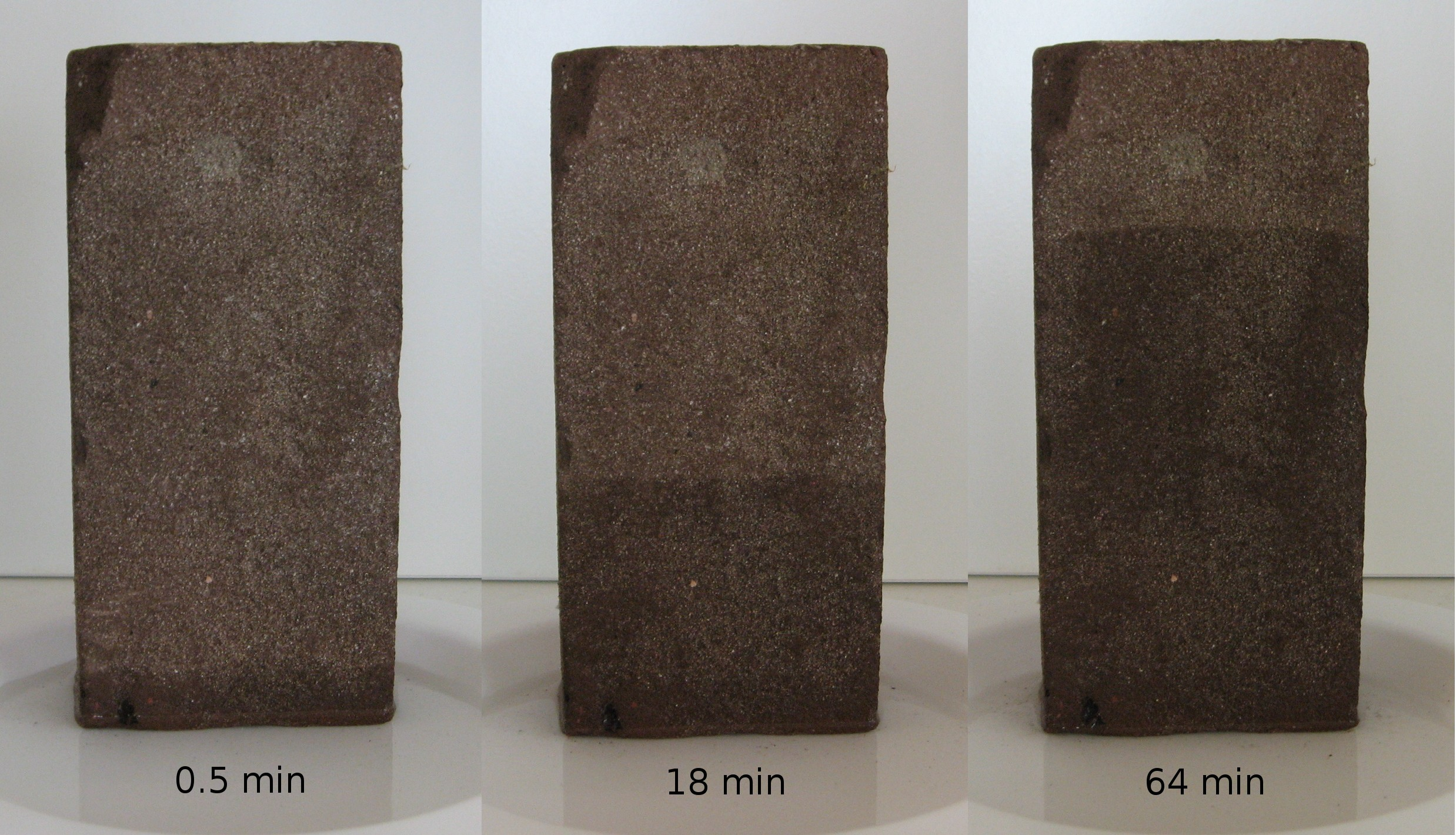
Капиллярный поток воды в кирпиче, контактирующем с водой на дне. Указано время, прошедшее после первого контакта с водой. Высота кирпича — 225 мм. По увеличению веса расчётная пористость составляет 25 %

Когда сухая пористая среда контактирует с жидкостью, она начинает поглощать жидкость со скоростью, которая уменьшается со временем. Если учитывать испарение, предел проникновения жидкости зависит от температуры, влажности и проницаемости среды. Этот процесс известен как капиллярное проникновение, ограниченное испарением, и широко наблюдается в самых обычных ситуациях, таких как поглощение воды бумагой или полотенцем, поднятие влаги в бетоне и так далее.
Для материала с постоянной площадью поперечного сечения А, поглощённый материалом объём жидкости V через время t равен
{\displaystyle V=AS{\sqrt {t}},}
где S — величина, описывающая проницаемость материала, с размерностью м·с−1/2 или мм·мин−1/2. Данная величина является важной при выборе строительных материалов, так как от этого зависит величина подъёма влаги в материале. Данная формула описывает ситуацию, когда гравитация и испарение не учитываются. Значения проницаемости некоторых материалов приведены в таблице ниже.
| Материал            | Проницаемость (мм·мин−1/2) |
| ------------------- | -------------------------- |
| Газобетон           | 0,50                       |
| Гипсовая штукатурка | 3,50                       |
| Глиняный кирпич     | 1,16                       |
| Известковый раствор | 0,70                       |
| Бетонный кирпич     | 0,20                       |

## Примеры проявления

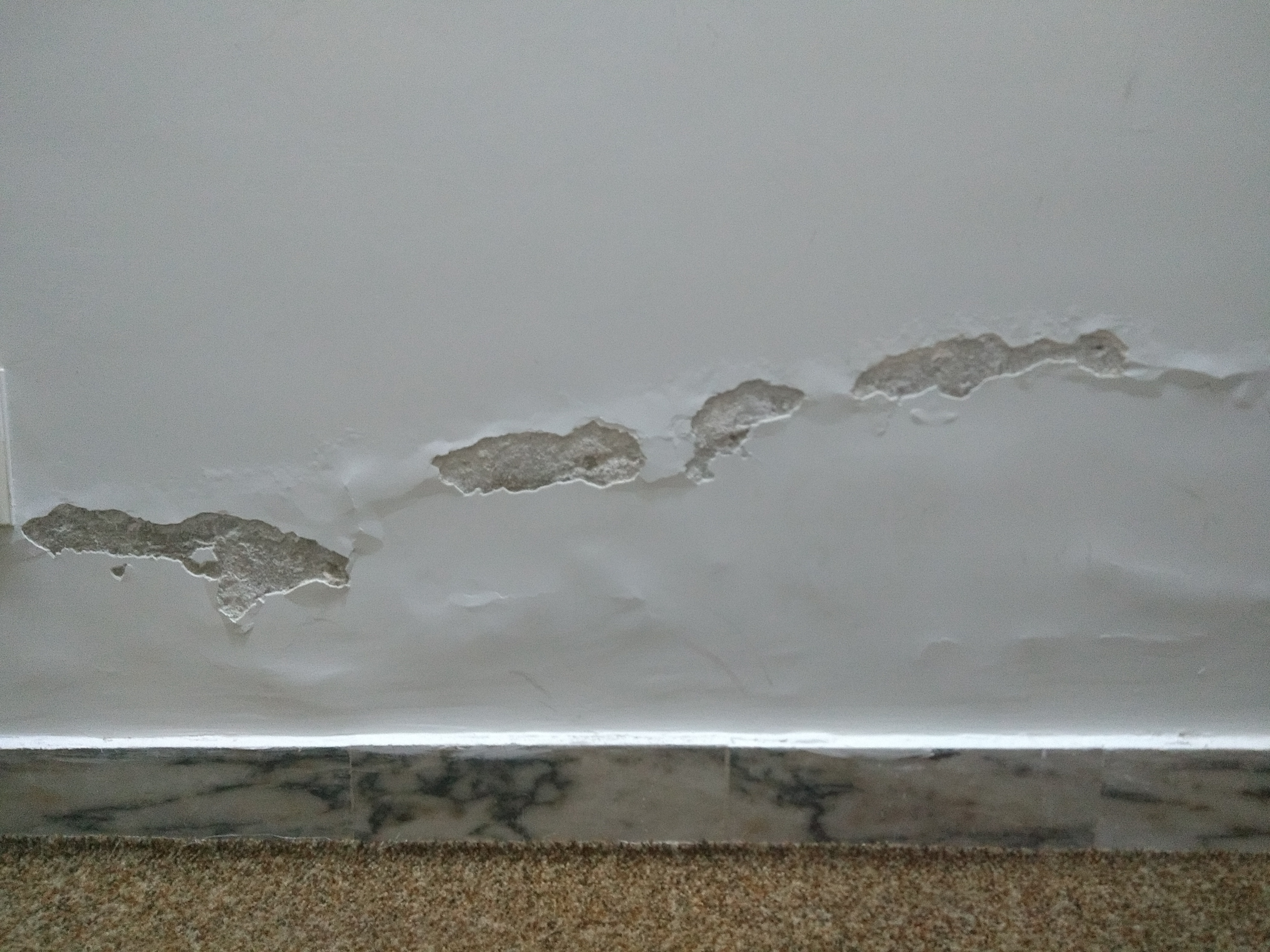
Умеренное разрушение покрытия, вызванное капиллярным эффектом

Благодаря капиллярности возможны жизнедеятельность животных и растений, различные химические процессы, бытовые явления (например, подъём керосина по фитилю в керосиновой лампе, вытирание рук полотенцем), однако в биологических объектах капиллярный механизм перемещения жидкости не является единственным (важную роль играет осмос).
Капиллярный эффект является причиной образования игольчатого льда.
В городской среде капиллярность является причиной подъёма влаги в бетоне и каменной кладке, что приводит к частичному разрушению покрытия. 

## Области применения
Одно из практических применений капиллярного эффекта — капиллярный сифон. В то время как большинство сифонов состоит из полой трубки, капиллярный сифон состоит из отрезка шнура из волокнистого материала (например, хлопок или обычная верёвка). После смачивания шнура водой один конец помещается в резервуар с водой, а другой — в приёмный сосуд. Резервуар должен находиться выше приёмного сосуда. Благодаря капиллярному эффекту и силе тяжести вода будет медленно перемещаться из резервуара в приёмный сосуд. Данное устройство можно использовать для полива комнатных растений, если длительное время никого нет дома.
На капиллярном эффекте основано действие влажных тряпок, губок, полотенец, салфеток, капиллярных ручек, зажигалок.
Капиллярный эффект используется в неразрушающем контроле (капиллярный контроль или контроль проникающими веществами) для выявления дефектов, имеющих выход на поверхность контролируемого изделия. Позволяет выявлять трещины с раскрытием от 1 мкм, которые не видны невооружённым глазом.
Используется также в методе бумажной хроматографии.
В промышленности и медицине капиллярность всё чаще используется в области микрофлюидики на основе бумаги.